# Georgios Kolettis
Georgios Kolettis (em grego:  Γεώργιος Κολέτης) foi um ciclista grego. Ele competiu nos Jogos Olímpicos de Verão de 1896 em Atenas.
Kolettis competiu nas 10 corridas e 100 km. Ele terminou em segundo nos 100 quilômetros, atrás de Léon Flameng da França. Kolettis e Flameng foram os dois apenas a concluir. Quando Flameng cruzou a linha de chegada, Kolettis havia completado 289 voltas dos 300 necessários. Na corrida de 10 quilômetros, Kolettis 7 km depois de sair devido aos ferimentos sofridos por colidir com o conterrâneo Aristidis Konstantinidis dois terços do meio da corrida.